# Le Roy (Kansas)
Le Roy – miasto położone w Hrabstwo Coffey.